# سفارة سويسرا في السويد
سفارة سويسرا في السويد هي أرفع تمثيل دبلوماسي لدولة سويسرا لدى السويد. تقع السفارة في ستوكهولم وهي تهدف لتعزيز المصالح السويسرية في السويد.

## وصلات خارجية
- قائمة سفارات سويسرا
- قائمة السفارات في السويد